# M2 (Fernsehsender)
M2 ist ein ukrainischer Musik-Fernsehsender mit Musik-Clips von ausschließlich ukrainischen Künstlern in Ukrainisch
Hauptinhalt des TV-Senders sind Musikvideos sowie Unterhaltungs-, Informations- und Musikprogramme aus eigener Produktion. Der Sender gehört zu den Medienkonzernen StarLightMedia (50 %) und TAVR Media (50 %).
Ein ähnlicher Musiksender ist M1.

## Geschichte
Der Fernsehsender startete seine Ausstrahlung am 27. Juni 2007. Im September 2012 änderte M2 sein grafisches Design und aktualisierte seinen Inhalt radikal. Seit dem 1. November 2014 sendet der TV-Sender zusammen mit dem dazugehörigen Sender „M1“ im 16:9-Format.
Seit dem 1. Mai 2015 wird auf dem Fernsehsender nur ukrainische Musik ausgestrahlt, an der ukrainische Musiker, Regisseure und Produzenten gearbeitet haben.
Im Jahr 2016 rief der Fernsehsender den Wettbewerb für ukrainische Musik für junge Künstler, „Hit Conveyor“, ins Leben. Der Fernsehsender und die Firma Tavriya Games drehten einen Videoclip für die Gewinner des Wettbewerbs und sorgten für dessen Rotation im Fernsehen. Im gleichen Jahr änderte man das Logo vom Goldenen zum Weiß-Roten.
Im März 2018 gaben der Fernsehsender M2 und das Unternehmen Tavriya Games die Wiederbelebung des ukrainischen nationalen Musikpreises „Golden Firebird“ bekannt.
Seit 7. November 2019 sendet „M2“ zusammen mit dem dazugehörigen TV-Sender „M1“ in High Definition (HD).
Anlässlich des Russischen Überfalls auf die Ukraine 2022 wurde das Logo auf Blau-Gelb umgestellt.

## Marktanteil
Im Dezember 2020 lag der Anteil des Senders bei 0,11 %.

## Logos

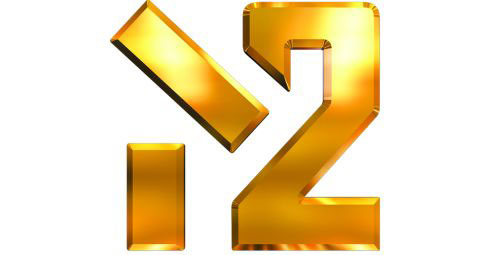
Logo 2007–2012
Logo 2012–2016
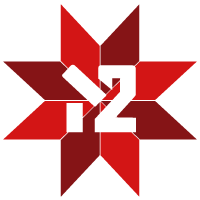
Logo 2016–2020
Logo 2020–2022
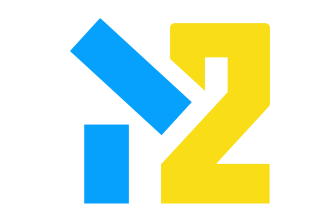
Logo 2022

## Programm
- Die wichtigste Hitparade der Ukraine (Головний Хіт-Парад України)
- Goldener Feuervogel (Золота жар-птиця)
- Hit-Förderband (Хіт-конвеєр)

- Die erste ukrainische Hitparade (Перший український хіт-парад)
- Militärische Hitparade (Військовий хіт-парад)
- Für alle 100 (На всі 100)
- M2 Fresh
- Народний хіт